# René et Gaston-diszkográfia
A Chocolate Puma egy Holland DJ és producer duó, René ter Horst (DJ Zki) és Gaston Steenkist (DJ Dobre), akik az 1990-es évek eleje óta aktívak a zenei életben. Számos számot és remixet adtak ki különböző álnevek alatt, többek között a The Good Men, a Jark Prongo és a Klatsch! címmel. Legismertebb álnevük a Chocolate Puma, amelyet 2001-ben vettek fel. 

## Korai karrier és változatos projektek
- 1991-ben René és Gaston elkezdték az együttműködést, olyan neveken, mint a The Good Men, a Jark Prongo és a Klatsch!, zenét adtak ki.
- The Good Men álnéven jelentős sikereket értek el az 1993-as "Give It Up" című slágerükkel, amely az 5. helyet érte el a brit kislemezlistán és az 1. helyet az amerikai tánclistán.
- A duó különböző műfajokat és hangzásokat is felfedezett, beleértve a house-t, a technót és a breakbeatet, különféle álnevek alatt.
- 1991-ben megalapították saját kiadójukat, a Fresh Fruit Recordsot.

## Chocolate Puma és a folyamatos siker
- 2001-ben felvették a Chocolate Puma álnevet, és kiadták az "I Wanna Be U" című slágert, amely világszerte sikert aratott.
- Továbbra is kiadták a zenéjüket saját kiadóiknál (Pssst Music és JP Records), valamint olyan nagy kiadóknál, mint a Defected és a Strictly Rhythm.
- A Chocolate Puma számos művésszel működött együtt, köztük Tommie Sunshine-nel, Laidback Luke-kal és Oliver Heldensszel.
- Emellett kiemelkedő jelenléttel bírtak a holland és európai tánczenei színtéren, olyan nagy klubokban és fesztiválokon játszottak, mint a H & Ushuaia Ibiza, a Tomorrowland, a Mysteryland és a Sensation.

## Hagyaték és befolyás
- A Chocolate Puma az egyik legbefolyásosabb és legtermékenyebb holland house duónak számít.
- Maradandó hatást gyakoroltak a tánczenei színtérre, mind saját kiadványaikkal és remixeikkel, mind más művészek inspirálásával.
- Folyamatosan fejlesztik hangzásukat, új műfajokat fedeznek fel és feszegetik a határokat zenéjükben.

## Albumok
| Kiadás éve | Album              |
| ---------- | ------------------ |
| 1992       | Conte De Fées E.P. |
| 1993       | L'Eveil            |
| 1994       | Spectacle De Foire |
| 1996       | Merluche Ideale    |

## Kislemezek
| Kiadás éve | Cím                                                          | Album              |
| ---------- | ------------------------------------------------------------ | ------------------ |
| 1992       | "Soirée dansante (Laidback Luke Remix)"                      | Conte De Fées E.P. |
| 1993       | "L'eveil / Quel Casse-tête!"                                 | L'Eveil            |
| 1993       | "Vallée de larmes"                                           | L'Eveil            |
| 1999       | "Soirée dansante"                                            | Nem album-dal      |
| 2008       | "Merluche Ideale E.P."                                       | Merluche Ideale    |
| 2024       | "Vallée de l'armes" (Andrew Dum, Chocolate Puma részletével) | Nem album-dal      |